# Національний ураганний центр
Національний ураганний центр (англ. National Hurricane Center, NHC) — урядове агентство США, підрозділ Національної погодної служби із штаб-квартирою у Флоридському міжнародному університеті в Маямі, Флорида. Його метою є відстеження та прогнозування розвитку тропічних депресій, тропічних штормів і ураганів. Коли очікується прихід тропічного циклону в межах наступних 36 годин, центр оголошує відповідні повідомлення у новинах різних засобів масової інформації, у тому числі NOAA Weather Radio. Також NHC є одним із регіональних спеціалізованих метеорологічних центрів, що відповідає за відстеження тропічних циклонів у басейні північного Атлантичного океану і східного Тихого океану, через що центр є міжнародним місцем збору та розповсюдження інформації про циклони у цих районах.